# Palais Dario
Le palais Dario ou Palazzo Dario, est un palais situé entre le palais Barbaro Wolkoff et l'étroit Rio delle Torreselle sur le Grand Canal dans le sestiere de Dorsoduro de la ville de Venise, en Italie. Le palais a été construit dans le style gothique vénitien et a été rénové dans le style Renaissance.

## Histoire

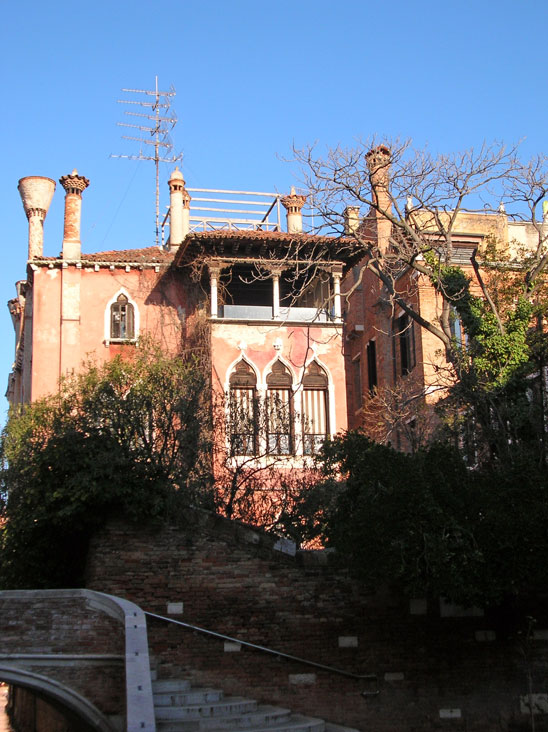
Vue de la façade côté terre.

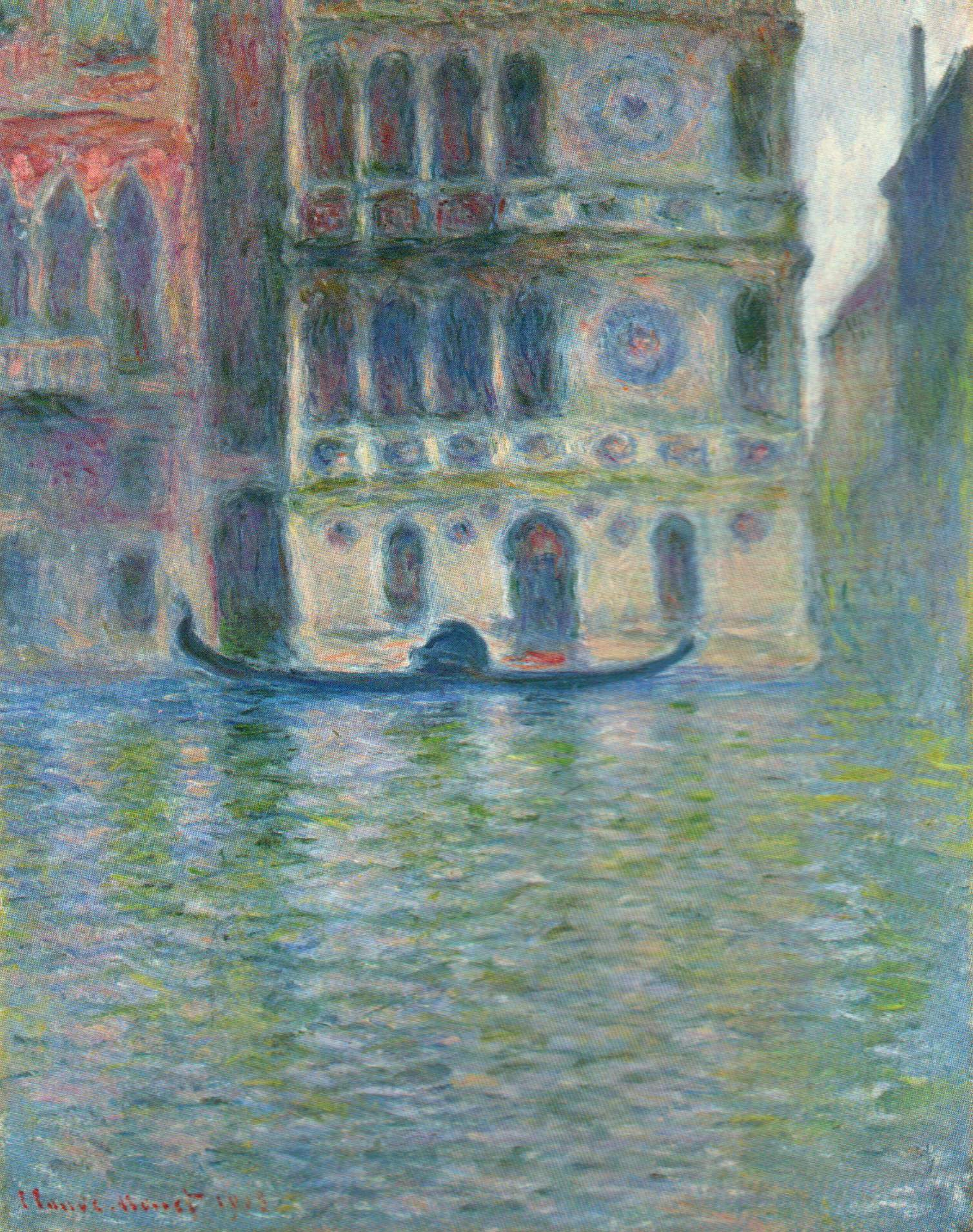
Claude Monet - Le Palais Dario, Venise.

Le palais est rénové de 1487 à 1492 par un disciple de Pietro Lombardo pour le patricien Giovanni Dario, secrétaire du Sénat vénitien, diplomate et marchand, qui vient de négocier une paix honorable avec le sultan Bajazet II. Après sa mort en 1494, il est transmis à sa fille, Marietta, qui est mariée à Vincenzo Barbaro, le fils de Giacomo Barbaro et propriétaire du palais Barbaro Wolkoff voisin,. Les fils de Marietta prennent possession de la maison en 1522. Le Sénat le louait auparavant à l'occasion comme résidence pour des diplomates turcs.
Le côté terre du Palazzo Dario s'élève sur une petite place ombragée d'arbres, le Campiello Barbaro, nommé en l'honneur de la famille patricienne Barbaro qui y vivait. Le critique d'art anglais John Ruskin a été particulièrement séduit par ce palais et a écrit sur les oculi gothiques incrustés de marbre du palais. Les traitements d'angle du palais ressemblent à ceux trouvés au Palazzo Priuli a San Severo. La façade arrière du palais sur le Campiello Barbaro présente des arcs gothiques du cinquième ordre.
Un grand projet de rénovation a été entrepris à la fin du XIXe siècle, lorsque le palais appartenait à la comtesse de La Baume-Pluvinel, une aristocrate française qui écrivait sous le nom de « Laurent Évrard ». Très liée à Augustine Bulteau, elle s'entoura de créateurs français et vénitiens, dont Yvonne Vernon ou Henri de Régnier qui est commémoré par une inscription sur le mur du jardin disant « In questa casa antica dei Dario, Henri de Regnier - poeta di Francia - venezianamente visse e scrisse — anni 1899 e 1901 ». La comtesse est à l'origine de l'escalier, des cheminées extérieures, des poêles en majolique et des fines sculptures (qui rappellent vaguement la Scuola Grande de San Rocco) dans la salle à manger du deuxième étage noble, donnant sur le jardin, ainsi que du remplacement du marbre de la façade. 
En 1908, le peintre Claude Monet peignit des représentations impressionnistes du Palais Dario, dont des toiles visibles aujourd'hui à l'Art Institute of Chicago et au musée national de Cardiff,.
L'écrivain Gabriele D'Annunzio décrivait la Ca'Dario « inclinée comme une courtisane décrépite sous la pompe de ses bijoux ».
Le bâtiment est aujourd'hui privé et n'est normalement pas ouvert au public. Cependant, un accord entre le propriétaire actuel et la collection Peggy-Guggenheim le rend accessible pour des expositions d'art temporaires.

### Sources
- John Julius Norwich, A History of Venice. New York, Vintage Books, 1989  (ISBN 0-679-72197-5).
- Maria Francesca Tiepolo, "I Greci nella Cancelleria veneziana: Giovanni Dario", I Greci a Venezia: Atti del convegno internazionale di studio, 5-7 novembre 1998. Venise. 257-314,  2002.